# جان رابرت راس

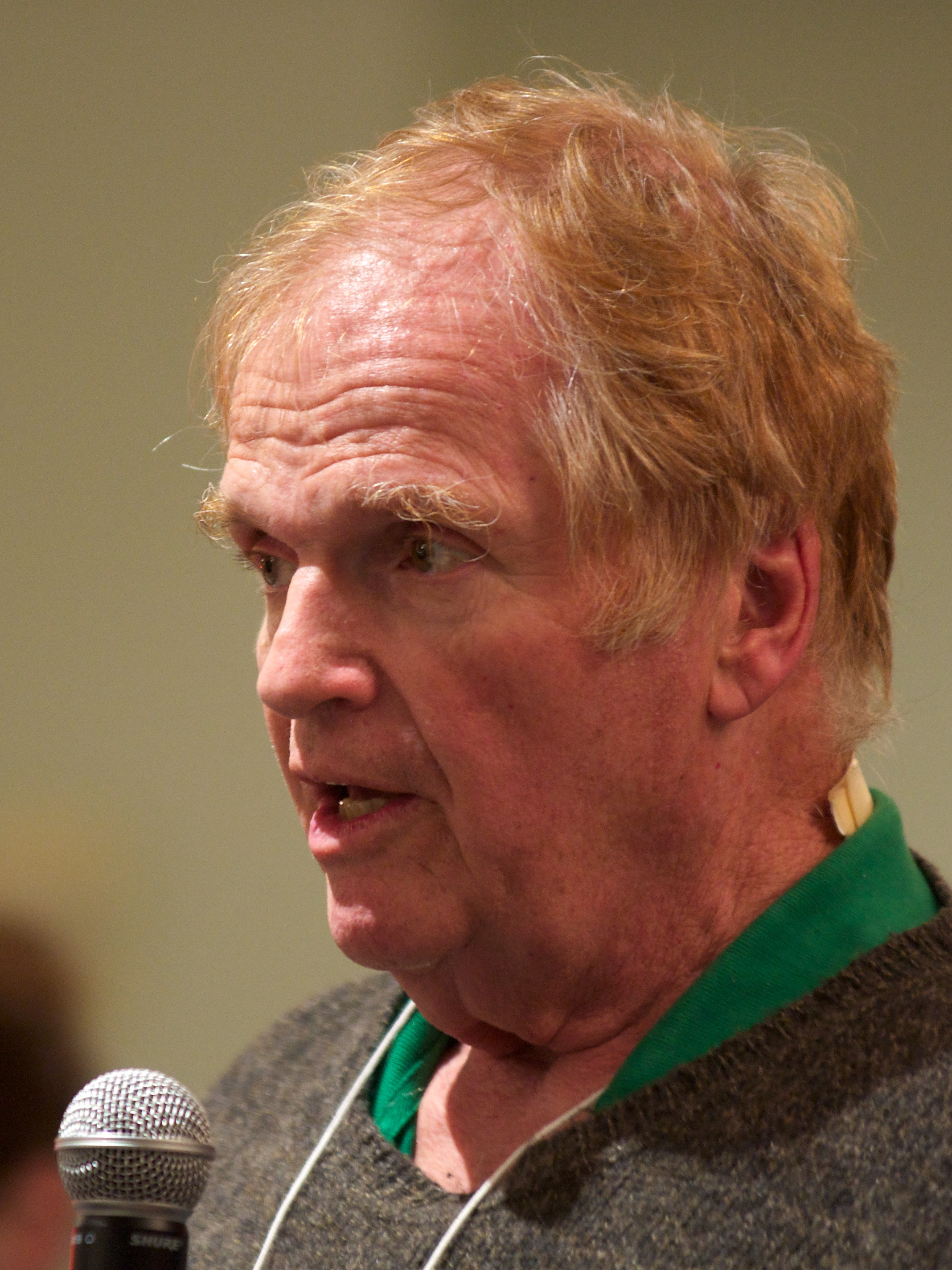
جان رابرت راس

جان رابرت راس (به انگلیسی: John R.Ross) (متولد ۷ مه ۱۹۳۸ در بوستون) زبان‌شناس آمریکایی‌ست که در روند تکامل دستور زایشی و همچنین پیدایش معناشناسی زایشی نقش مهمی داشت. یکی از مهم‌ترین آثار او، پایان‌نامه‌اش تحت عنوان «محدودیت‌هایی بر متغیرها در نحو» (۱۹۶۷) است.